# Zbigniew Rybak
Zbigniew Rybak (ur. 27 marca 1973, zm. 21 grudnia 2022 w Suchym Dworze) – polski rugbysta, kibic klubu Arka Gdynia. 

## Życiorys
Zbigniew Rybak w latach '90. był liderem kibiców gdyńskiej Arki, należących wówczas do najsilniejszych grup chuligańskich w kraju. Brał udział w ustawkach, nagranie Rybaka instruującego kolegów przed starciem z kibicami Legii Warszawa ujawnione zostało w programie TVN "Pod napięciem". 
Był jednym z pomysłodawców powstania klubu rugby w Gdyni i zawodnikiem, który występował w Arce od początku jej istnienia. Oprócz występów w drużynie zajmował się rekrutacją graczy, zasiadał w zarządzie klubu i był jego honorowym prezesem. W 2000 roku zagrał w poświęconym tej dyscyplinie sportu filmie dokumentalnym Sylwestra Latkowskiego pod tytułem To my, rugbiści. 
Drogę, którą przebył porzucając chuligaństwo, poprzez zaangażowanie w sport opisał w napisanej wraz z Grzegorzem Majewskim książce "Zbigniew Rybak. Syn Józefa.", która w momencie przedsprzedaży okazała się bestsellerem. 

## Śmierć i pogrzeb
Zmarł nagle 21 grudnia 2022 roku w swoim domu w Suchym Dworze, prawdopodobnie w wyniku zaczadzenia, w wieku 49 lat.
Śmierć Zbigniewa Rybaka została upamiętniona przez kibiców Arki poprzez podświetlenie krzesełek Stadionu Miejskiego w Gdyni.
Jego uroczystości pogrzebowe odbyły się 31 grudnia na Narodowym Stadionie Rugby, po których został pochowany na Cmentarzu Witomińskim.

## Filmografia
- To my, rugbiści (jako on sam), 2000, film dokumentalny w reżyserii Sylwestra Latkowskiego.
- Klatka, 2003, film dokumentalny w reżyserii Sylwestra Latkowskiego.